# Aretxabaleta (Alava)
Pour les articles homonymes, voir Aretxabaleta.

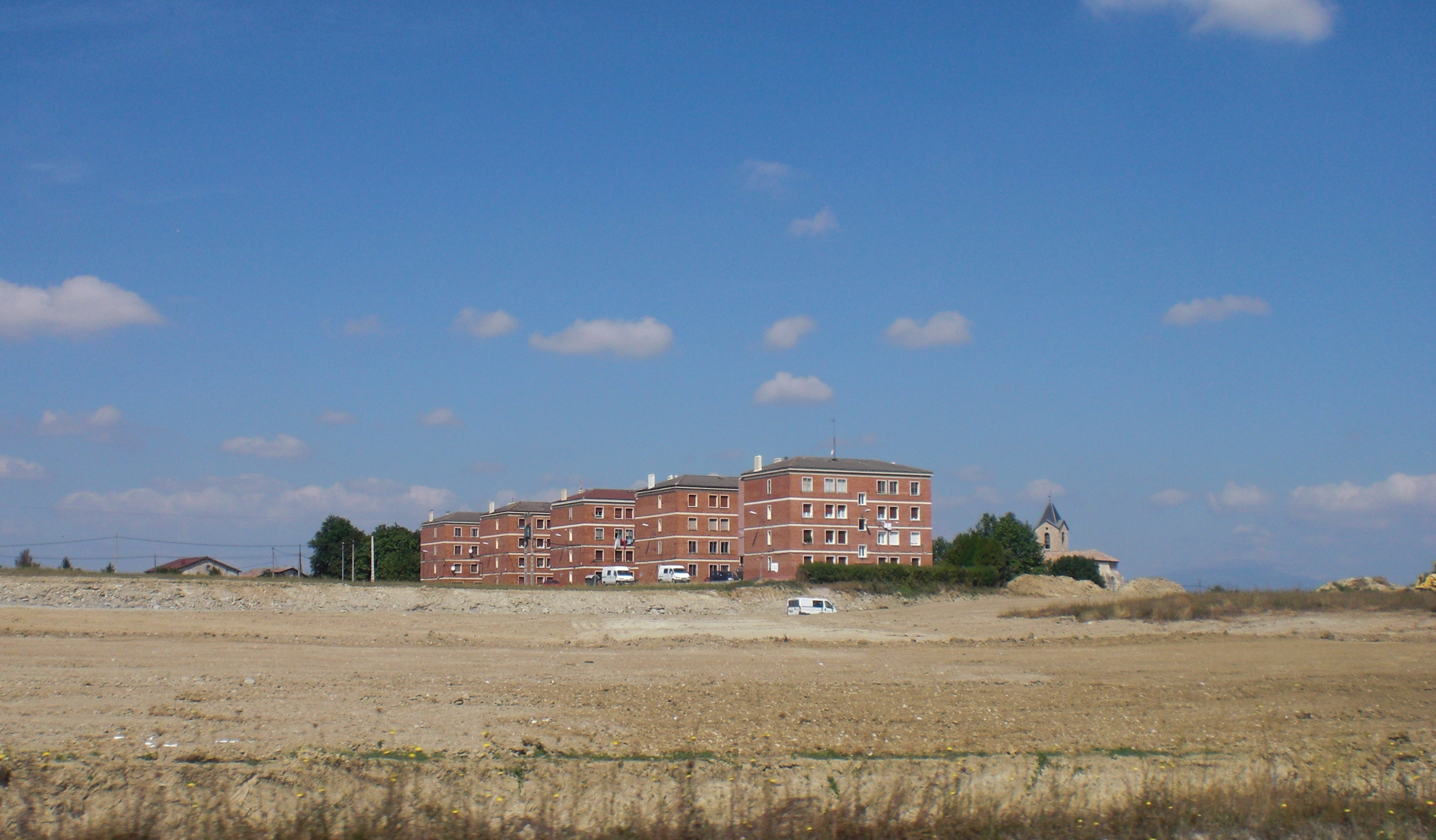
Immeubles ouvriers d'Aretxabaleta

Aretxabaleta en euskara et officiellement ou Arechavaleta en espagnol est un bourg et une contrée appartenant à la commune de Vitoria-Gasteiz dans la province d'Alava en Pays basque (Espagne).
Ce bourg se trouve à 2 km au sud du centre de Vitoria-Gasteiz. Il fait partie de la Zone Rurale Sud-Ouest de Vitoria. Malgré ses alentours il n'est pas encore uni au centre urbain de la ville et conserve sa personnalité. Il compte 300 habitants (2008). Il compte également de nombreux chalets.
Son nom signifie lieu du large chêne en basque. Il existe une autre localité du même nom dans la province voisine de Guipuscoa. Aretxabaleta est un des vieux villages de Vitoria-Gasteiz qui ont été cédés en 1258 à la ville.
Ses festivités patronales ont lieu le 24 juin pour la Saint Jean.

## Démographie

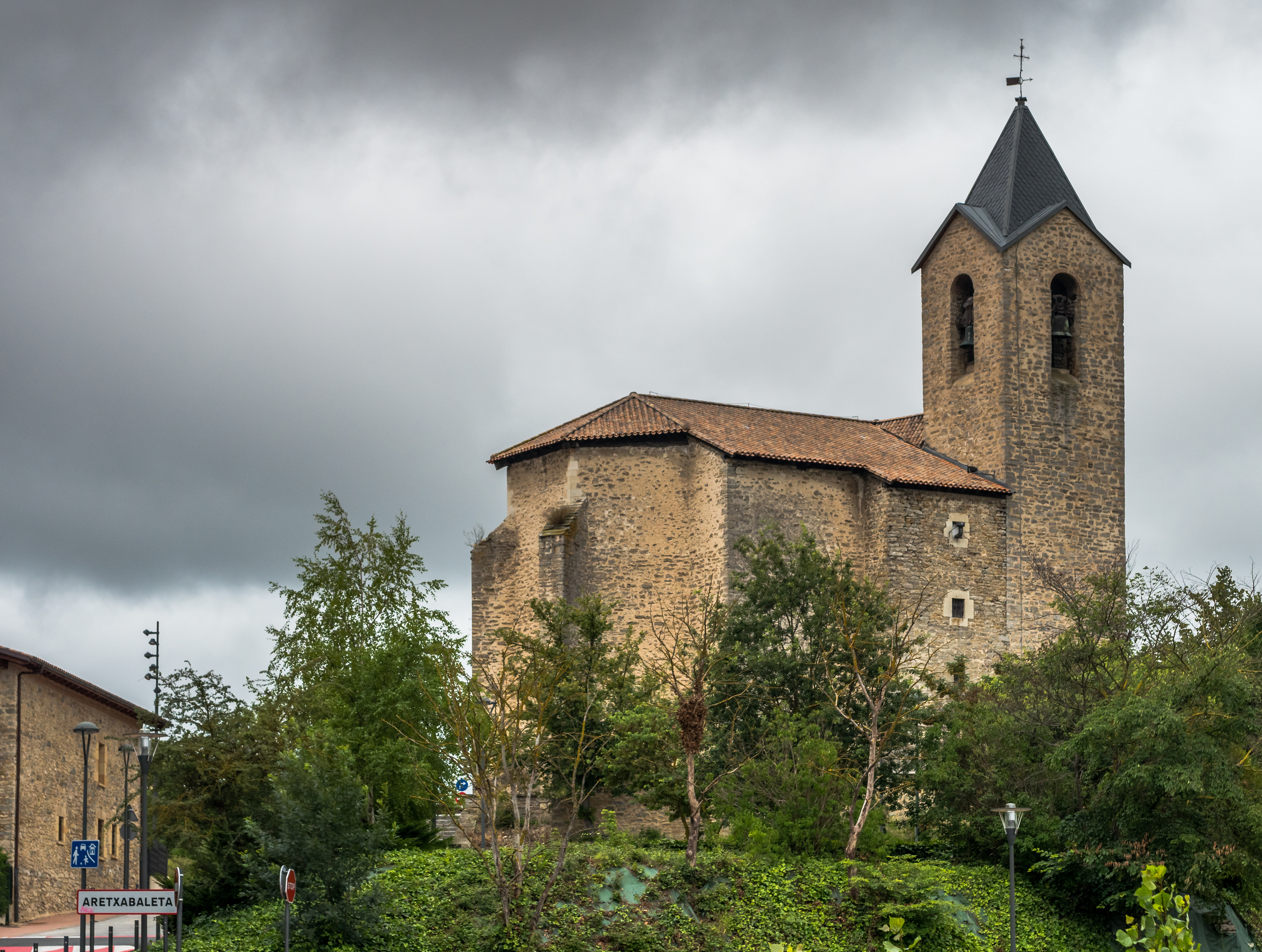
Vue de l'église d'Aretxabaleta

| 2000 | 2001 | 2002 | 2003 | 2004 | 2005 | 2006 | 2007 |
| ---- | ---- | ---- | ---- | ---- | ---- | ---- | ---- |
| 333  | 326  | 338  | 331  | 326  | 327  | 324  | 318  |